# Experiência de Hammar
A experiência de Hammar foi uma experiência levada a cabo para averiguar e eventualmente medir o arraste do éter (em Inglês, ether drift).
Consistia em uma variante da Experiência de Michelson-Morley e usada massas de chumbo em faces opostas de um dos braços do interferômetro de Michelson-Morley.
Seu resultado negativo, assim como na experiência de Michelson-Morley, levava a contradições, já que postulava-se que ou uma ou outra deveria apresentar resultado positivo, ao passo que em ambos os casos o resultado foi negativo.